# Prozessleitsystem

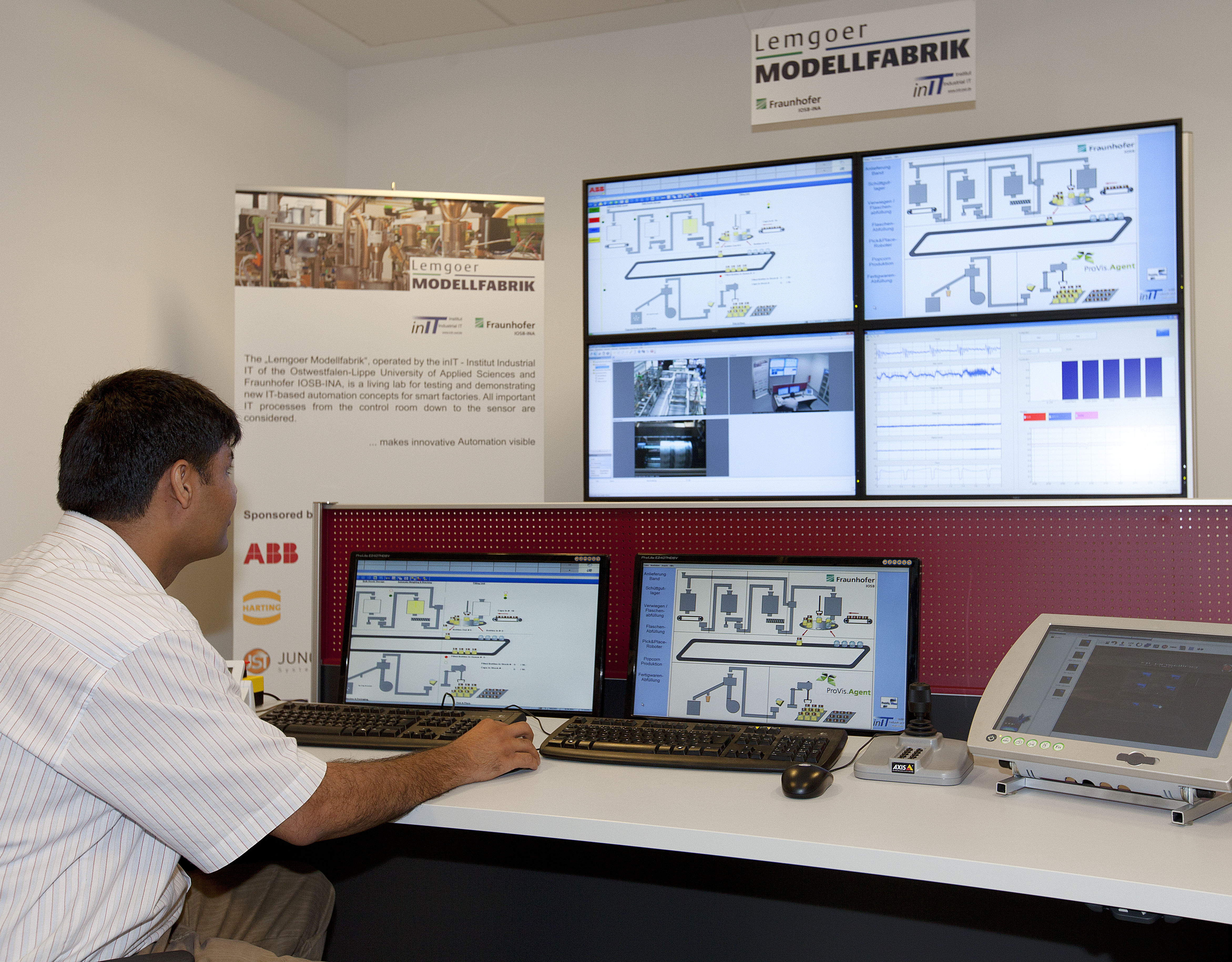
Leitstand der Lemgoer Modellfabrik (2010)

Ein Prozessleitsystem (PLS, engl. Distributed Control System, DCS oder Process Control System, PCS oder Industrial Control System, ICS) dient zum Führen einer verfahrenstechnischen Anlage, zum Beispiel einer Raffinerie. Es besteht typischerweise aus sogenannten prozessnahen Komponenten (PNK) und Bedien- und Beobachtungsstationen (BUB, auch  Anzeige und Bedienkomponente (ABK)) und Engineering-Komponenten (EK, engl.: engineering station ES).

## Erkennungsmerkmale eines Prozessleitsystems
Im Wesentlichen kann man ein Prozessleitsystem anhand von zwei Merkmalen erkennen:
- ein Prozessleitsystem verhält sich „zeitdeterministisch“.

Damit ist lediglich ausgesagt, dass ein Prozessleitsystem über die Zeitachse hinweg kein ausschließlich stochastisches Verhalten aufweist. Ob die Gesamt-Steuerung und die Steuerung der Teilsysteme synchron oder asynchron erfolgt, ist damit noch nicht ausgesagt.
- ein Prozessleitsystem besitzt eine „Datenbasis“ für alle beteiligten Systeme.

Unter einem zeitdeterministischen Verhalten versteht man die Abarbeitung eines Anwenderprogramms in festen Taskzyklen. Diesen Taskzyklen sind feste Bearbeitungszeiten zugewiesen, die im Normalfall auch eingehalten werden.
Beispielsweise kann ein Task einmal pro Sekunde ausgeführt werden; auch wenn das zugehörige Anwenderprogramm in 200 ms abgearbeitet ist, wird es nur einmal pro Sekunde gestartet. Würde nur eine Task auf dem Hauptprozessor ausgeführt werden, so wäre dies Ressourcenverschwendung. Wird in diesem Anwenderprogramm aufgrund eines Programmierfehlers oder aus anderen Gründen eine Endlosschleife ausgeführt, erhöht sich die Abarbeitungszeit beispielsweise von 200 ms auf 1000 ms. Spätestens nach einer Sekunde wird jedoch das Anwenderprogramm abgebrochen, da der Task beendet ist. Wenn der Task wieder neu gestartet wird, wird auch das Anwenderprogramm neu ausgeführt. Wenn man nun das Anwenderprogramm einer verfahrenstechnischen Anlage in mehrere Teile zerlegt und diese durch unterschiedliche Tasks abarbeiten lässt, kann man sicherstellen, dass beim Ausfall eines Programmteils durch fehlerhaften Code die anderen Programmteile trotzdem durch ihre Tasks ausgeführt werden. Wird in einem Task eine Endlosschleife ausgeführt, belegt dieser zwar den Hauptprozessor, wird aber spätestens dann abgebrochen, wenn ein anderer Task zur Ausführung eingeteilt wird. Dadurch kann man Teilanlagen programmtechnisch voneinander entkoppeln und Leistungsoptimierungen vornehmen. Man kann zum Beispiel Temperaturmessungen, die ihren Wert nur im Minutenbereich ändern, in einen fünf-Sekunden-Task legen und Druckmessungen, die sich sehr schnell ändern, in einem 200-ms-Task abarbeiten. Durch dieses System kann man deterministisch (also bestimmt) sagen, dass diese Druckmessung alle 200 ms ausgewertet wird, egal ob andere Programmteile fehlerhaft sind. Dadurch erreicht man, dass Systemgrößen, die nur eine geringe zeitliche Dynamik aufweisen (wie etwa eine Temperaturmessung) den Hauptprozessor nicht zu stark beanspruchen.
Unter einer Datenbasis für alle beteiligten Systeme versteht man, dass Prozessobjekte (z. B. eine Druckmessung) in der prozessnahen Komponente (PNK) und in den Bedien- und Beobachtungsstationen (BUB) nicht doppelt angelegt werden müssen. In der PNK muss für die Druckmessung ein Programm vorhanden sein, das aus der Hardware den Messwert aufnimmt und eine Grenzwertüberwachung durchführt. Übersteigt der Messwert einen eingestellten Grenzwert wird ein Alarm ausgelöst (z. B. „Kessel 42 hat Überdruck“), der vom „Alarmsystem“ behandelt wird. Des Weiteren wird der gemessene Wert vom „Visualisierungssystem“ angezeigt, damit der Anlagenfahrer informiert wird. Nun kann auch noch ein „Tagloggingsystem“ (Kurvenarchivierung) die Messwerte aufnehmen, damit später Messwertkurven dargestellt werden können. Damit nun in all diesen Systemen die Druckmessung vorhanden ist, müssen alle Systeme ihre Informationen aus einer Datenbasis erhalten.

## Architektur von Prozessleitsystemen
Es gibt heute unzählige unterschiedliche Architekturen von Prozessleitsystemen. Die gebräuchlichsten sind jedoch die Einbus-Architektur und die Serverarchitektur.

### Einbusarchitektur
Hier sind die PNK- und BUB-Stationen auf einem Bus aufgereiht. Dabei kann jede BUB-Station die gewünschten Daten von jeder PNK abgreifen und dieser wiederum Befehle erteilen. Prominente Vertreter dieser Architektur sind die Emerson Electric Company mit DeltaV, ABB mit Freelance und Yokogawa mit Centum VP. Diese Architektur verbindet den Vorteil einer hohen Verfügbarkeit mit der dezentralen Verteilung der Intelligenz. Nachteile sind die oft komplizierte Datenhaltung (Bildänderungen, Download der Clients, Engineering-Server) und die oft hohe Buslast bei großen Anlagen.

### Serverarchitektur
Hier sind zwei Bussysteme aufgebaut. Der Systembus verbindet alle PNKs, der Terminalbus alle BUB-Einheiten mit dem Server. Die BUB-Einheiten und die PNKs haben keine physische Verbindung. Der Server sammelt zyklisch von allen PNK die gewünschten Daten und stellt sie im Terminalbus den BUB-Einheiten zur Verfügung. Ein prominenter Vertreter dieser Architektur ist Siemens mit PCS 7 oder ABB mit 800xA. Diese Architektur hat den Vorteil, dass durch die getrennten Bussysteme die Buslast gut skaliert werden kann und dass ein einfacher Eingriff für Fremdapplikationen (MES, ERP…) durch den Server ermöglicht werden kann. Nachteilig ist die fehlende Bedienbarkeit bei Serverausfall (was Redundanzkonzepte erforderlich macht) sowie die zusätzlich benötigte Hardware. Oft sind heute auch Mischversionen dieser Architekturen im Einsatz. Spezielle Architekturen werden für besondere Einsatzgebiete (zum Beispiel besonders hohe Verfügbarkeit, hohe Verarbeitungsgeschwindigkeiten, geringe Kosten und besondere Flexibilität) angewendet.

## Entwicklungsgeschehen bei Prozessleitsystemen: Vergangenheit, Gegenwart und Zukunft
Prozessleitsysteme gibt es heute in unzähligen verschiedenen Ausführungen. Den Entwicklungsverlauf in der PLS-Technik kann man in vier Stufen unterteilen.

### Manueller Betrieb vor 1960
Die Messgrößen wurden an Ort und Stelle ausgewertet und angezeigt, ohne dass die Daten gesammelt wurden. Es war zum Beispiel einfach eine Vorrichtung zur Druckmessung in ein Rohr eingebaut; um den Druck in der Leitung in Erfahrung zu bringen, musste man sich vor Ort begeben und die Anzeige ablesen. Die Stellglieder waren auch noch nicht automatisiert, d. h., um eine Leitung abzusperren, musste man vor Ort ein Ventil schließen. Das Anlagenpersonal musste also ständig in der Anlage Messwerte ablesen und die entsprechenden Aktoren betätigen, um den Prozess im gewünschten Bereich zu halten. Dadurch waren nur kleine Anlagen möglich, und ein hoher Personaleinsatz war vonnöten.

### Parallele Systeme ab etwa 1960
Einzelne leittechnische Maßnahmen wurden durch pneumatische oder elektrische Regeleinrichtungen übernommen. Wichtige Messwerte wurden elektrisch gemessen und in den ersten Bedienwarten angezeigt. Die wichtigsten Informationen und Aktoren konnten erstmals von einem zentralen Platz (der Warte) verwaltet werden. Durch die hohe Verantwortung musste das Wartungspersonal speziell geschult werden. Da es für jeden Sensor und Aktor ein System gab, mussten bei den ersten größeren Anlagen teilweise hunderte Bedien- und Beobachtungssysteme in die Leitwarte eingebaut werden. Für jedes Ventil benötigte man einen Schalter, für jede Messung eine Anzeige. Riesige Messwarten entstanden, in denen oft Unübersichtlichkeit herrschte.

### Zentrale Systeme ab etwa 1970
Durch die Einführung der Mikrocontroller war es erstmals möglich, Abläufe zu automatisieren. Eine zentrale Steuereinheit konnte selbständig Aktionen durchführen, zum Beispiel gewisse Prozesszustände auswerten und daraufhin die gewünschten Maßnahmen einleiten. Durch die teilweise Entlastung des Bedienpersonals konnten komplexere und größere Anlagen gebaut werden. Erste Visualisierungssysteme kamen auf den Markt und versuchten, das Chaos an Anzeigen und Schaltern in den Messwarten einzudämmen. Es wurde nun versucht, so viele Signale wie nur möglich zentral zu erfassen, da durch die Rechnerunterstützung diese Informationsflut bewältigt werden konnte. Die Anlagenfahrer hatten erstmals den Großteil der Informationen in der Warte verfügbar, was die Bedienung weiter vereinfachte. Ein Nachteil der Zentralisierung war jedoch, dass beim Ausfall der zentralen Recheneinheit die gesamte Anlage stillstand. Die geringe Verfügbarkeit der Anlagen versuchte man durch Redundanzkonzepte zu bekämpfen.

### Dezentrale Systeme ab etwa 1985
Durch die sinkenden Preise am Halbleitermarkt wurden dezentrale Konzepte erschwinglich. Mehrere Recheneinheiten steuern den Prozess und kommunizieren untereinander mit einem Bussystem. Es wird also nicht mehr eine große Steuerung, die alles steuert, verwendet, sondern mehrere kleine, die untereinander in Kommunikation stehen. Fällt nun eine Steuerung aus, so steht nicht die gesamte Anlage still, denn die anderen Steuerungen laufen weiter. Dadurch wurde die Anlagenverfügbarkeit erhöht. Die Steuerungen kommunizieren untereinander über ein Bussystem, an dem auch die Bedien- und Beobachtungsstationen angeschlossen sind. Durch diese Trennung von Visualisierung und Steuerung ist es möglich, spezialisierte Produkte einzusetzen und diese räumlich zu trennen. Die Steuerungen sind meist aus Mikrocontrollern aufgebaute Spezialsysteme, die in den Schaltschränken der Anlage hängen und dort mit der Prozessperipherie verbunden sind. Sie sind äußerst robust, ausfallsicher, modular und in verschiedenen Leistungsklassen erhältlich. Die Visualisierung wird meist über PCs oder PC-ähnliche Produkte realisiert. Erstmals war auch mit vertretbarem Aufwand möglich, mehrere Bedienplätze einzurichten. Durch diesen dezentralen Aufbau ließen sich Anlagen realisieren, die an Größe und Komplexität bereits heutigen entsprechen. Angenommen, man benötigt für eine bestimmte Anlage zehn Steuerungen und drei Bedienplätze. Soll eine größere Anlage gebaut werden, so erhöht man die Anzahl der Steuerungen, und für das zusätzliche Personal werden neue Bedienstationen aufgebaut. In der Realität konnten jedoch nur Anlagen bis zu einer bestimmten Größe gebaut werden, da die Kommunikationslast die Systembusse derart beanspruchte, dass die Bedienung einfacher Ventile unter Umständen schlicht zu langsam wurde. Auch wirkten sich die Engineering-Kosten limitierend aus, da nur wenige technische Standards eingesetzt wurden und sich so die unterschiedlichen Systeme der Hersteller stark unterschieden. Dies hatte zur Folge, dass Engineering-Personal meist nur auf einen oder wenige Hersteller geschult war und somit wenig Wettbewerb bestand.

### Dezentrale Systeme ab etwa 1995
Durch den Einsatz von Standard-PC-Architektur und -Software konnten die Kosten weiter gesenkt werden. Auf den meisten Systembussen wird Ethernet verwendet. Deshalb ist es nicht mehr notwendig, auf Spezialkomponenten zurückgreifen zu müssen, sondern man kann ausgereifte und leistungsfähige Standardprodukte aus der IT-Welt verwenden. Aufgrund der Nutzung derselben Techniken durch mehrere Hersteller ist es heute für einen Ingenieur verhältnismäßig leicht, sich in die Produkte mehrerer Hersteller einzuarbeiten, was den Wettbewerb belebt. Der Anwender hat gegenüber älteren Systemen den Nutzen, dass er die Bedienung mit Maus und Tastatur aus der Büroumgebung kennt. Große Kostenersparnisse ergeben sich auch durch den Einsatz der Feldbusse, mit denen Geräte und E/A-Peripherie angebunden werden. Dadurch kann nicht nur der aktuelle Wert der Messung wie früher üblich ausgewertet werden, sondern es besteht auch die Möglichkeit, Einstellungen vorzunehmen und Parameter auszulesen. Des Weiteren kann die E/A-Peripherie weiter ins Feld hinaus verlagert werden, was Kostenvorteile bei der Verkabelung mit sich bringt.

### Zukunft
Die Hardware der Prozessleitsysteme bewegt sich immer mehr weg von spezialisierten Systemen hin zu verbreiteten und günstigen IT-Komponenten. Außerdem ist eine weitere Dezentralisierung festzustellen, was die Intelligenz in immer kleinere, feldnähere und mobile Einheiten bringt. Durch den Einsatz von vorgegebenen Engineering-Elementen und Projektierungshilfen werden die Engineering-Kosten weiter gesenkt. Erste Systeme mit Linux beginnen, am Markt Fuß zu fassen, während gleichzeitig Microsoft Windows nun auch in Form von Windows CE in die kleineren, feldnahen und mobilen Einheiten vordringt. Ebenso gewinnt die Integration von Fremdanlagen (Packages) weiter an Bedeutung. ERP-, MES- und CMMS-Schnittstellen werden immer besser integriert.

## Einsatzgebiete und Ausstattung von Prozessleitsystemen
Prozessleitsysteme werden meist für größere Anlagen eingesetzt und bestehen üblicherweise aus einem Paket, das folgende Mechanismen beinhaltet:
- PNK zur Steuerung von Aktoren und Aufnahme der Messwerte
- Alarmsystem
- Anlagenvisualisierung
- Kurvenaufzeichnung von analogen Messwerten
- Benutzerverwaltung
- Möglichkeiten des Engineering.

Meist sind auch folgende zusätzliche Mechanismen erhältlich:
- Batch-System zur Rezeptfahrweise
- Routensystem für die Auswahl von Förderwegen
- Technische Diagnosemöglichkeiten
- Datenschnittstellen zu externen Systemen
- Recheneinheiten für anspruchsvollere Regelungstechnik
- Systeme zur Datensicherung.

Die prozessnahen Komponenten sind in Schaltschränken eingebaut, die sich in Schalträumen befinden. Sie erledigen die eigentlichen Steuerungs- und Regelungsaufgaben und sind mit Sensoren (zum Beispiel Druckmessumformern) sowie Aktoren (zum Beispiel Regelventilen) verbunden. Die Bedien- und Beobachtungsstationen dienen der Visualisierung der verfahrenstechnischen Anlage und befinden sich in der Schaltwarte, die ständig mit Anlagenfahrern besetzt ist. Prozessnahe Komponenten und Bedien- und Beobachtungsstationen sind über ein Bussystem miteinander verbunden.